# Adonisea lynx
Adonisea lynx là một loài bướm đêm trong họ Noctuidae.